# Giuseppe Prisco (football)
Giuseppe Prisco, plus connu sous le nom de Peppino Prisco (né le 10 décembre 1921 à Milan en Lombardie et mort le 12 décembre 2001 dans la même ville) est un avocat et un dirigeant sportif italien.
Il a été le vice-président du club de football milanais de l'Inter de 1963 à 2001.

## Biographie

### Vie privée
Originaire de Torre Annunziata près de Naples, il s'enrôle chez les Alpins à 18 ans et participe à la campagne de Russie en tant que lieutenant du bataillon « L'Aquila » du 9e régiment d'alpins (143e compagnie), où il finit par recevoir la médaille de la valeur militaire pour bravour au combat (il fut l'un des trois seuls survivants sur les 159 alpins de son régiment).
Après la guerre, il ne manquera plus une seule cérémonie d'anciens combattants des « plumes noires ».
Après son diplôme de droit obtenu en 1944, le 10 mai 1946, il est inscrit au barreau des avocats, avant de devenir plus tard président de l'ordre des avocats milanais.
De 1980 à 1982, il est administrateur à l'institut de crédit Banco Ambrosiano Veneto.
Avec sa femme Maria Irene, il a deux enfants : Luigi Maria et Anna Maria.

### L'Inter Milan
La vie de Prisco est liée au club milanais de l'Inter dont il devient membre en 1946, secrétaire en 1949, administrateur à partir du 21 octobre 1950 puis vice-président à partir du 23 juillet 1963.
En tant que dirigeant de l'Inter, il remporte: six scudetti, deux Coupe des clubs champions européens, deux Coupe intercontinentale, trois Coupe UEFA, deux Coupe d'Italie et une Supercoupe d'Italie.
Tifoso de toujours du club nerrazzuro, il est connu pour son humour, son ironie et son sarcasme (surtout avec ses blagues concernant les clubs rivaux de l'Inter comme l'AC Milan).
Ses deux joueurs préférés furent Giuseppe Meazza, qu'il considérait comme le meilleur de tous, et le brésilien Ronaldo. À la fin des années 1990 et au début des années 2000, sa verve inimitable devient célèbre chez les médias, et il est régulièrement invité sur les plateaux télé d'émissions sportives (comme par exemple l'émission Controcampo où il se livrait volontiers à des chambrages avec les autres protagonistes de l'émission comme avec le supporter du Milan Diego Abatantuono et celui de la Juventus Giampiero Mughini).
Il meurt d'un infarctus le 12 décembre 2001, trois jours après sa dernière apparition télévisée et deux jours après son 80e anniversaire.
Il est enterré au cimetière d'Arcisate, commune qui donna en 2005 son nom au stade communal en son honneur.